# Palača Kadriorg
Palača Kadriorg (estonsko Kadrioru loss, nemško Schloss Katharinental) je baročna palača, ki jo je za Katarino I. Rusko zgradil Peter Veliki v Talinu v Estoniji. Tako estonsko kot nemško ime palače pomeni 'Katarinina dolina'. Zgrajena je bila po veliki severni vojni po načrtih Nicole Michettija, ki sta jih oblikovala Gaetano Chiaveri in Mikhail Zemcov. V palači je trenutno Muzej umetnosti Kadriorg, podružnica Muzeja umetnosti Estonije, ki prikazuje tujo umetnost od 16. do 20. stoletja. Podružnica muzeja KUMU, ki prikazuje estonsko umetnost od 18. stoletja dalje, je v bližini parka.

## Gradnja
Po uspešnem obleganju Talina med zadnjo fazo Severne vojne leta 1710 je car Peter Veliki kupil majhno graščino v nizozemskem slogu v Lasnamäe za svojo ženo Katarino. Današnja hiša je posledica drastične prenove, ki jo je leta 1827 naročil Nikolaj I. Ruski.
Načrti za večjo palačo na tem območju so se kmalu razvili in gradnja nove palače Kadriorg se je začela 25. julija 1718. Peter in Katarina sta večkrat obiskala nedokončano rezidenco, vendar po carjevi smrti leta 1725 Katarina ni pokazala zanimanja za obmorsko posestvo. Velika dvorana s Katarininimi začetnicami in bogatim ometom iz štukature (pripisana Heinrichu von Bergenu) je ohranjena, medtem ko je bila spremenjena številna druga notranjost.
Vrtnar Ilja Surmin je bil na več ravneh odgovoren za cvetlični vrt z dvema vodnjakoma in tako imenovani mirage vrt. Postavitev parka je podobna postavitvi parka ob palači Strelna v Sankt Peterburgu.

## Obnova
Po smrti Petra Velikega je bila palača deležna malo pozornosti od ruske kraljeve družine. Občasno sta jo obiskali carična Elizabeta in Katarina Velika. V letih 1828-1830 so potekala obsežna restavratorska dela palače in okolice. Med letoma 1741 in 1917 je bila v palači tudi civilni guverner Estonskega guvernorata.
Po razglasitvi neodvisnosti Estonije leta 1919 je palača postala državna last. Nekaj časa je bilo v enem od kril atelje kiparja Augusta Weizenberga, medtem ko je bila palača uporabljena za umetniške razstave. Med letoma 1921 in 1928 je bilo v palači tisto, kar se je sčasoma razvilo v Estonski muzej umetnosti, toda v povezavi z državnim obiskom švedskega kralja Gustava V. je bila palača spremenjena v poletno rezidenco za vodjo države. Leta 1934 je palača postala uradna rezidenca prvega predsednika Estonije Konstantina Pätsa, ki se je lotil obsežnih in kontroverznih obnovitvenih del, da bi park in palačo spremenil v svojo zasebno last. Iz te dobe velja omeniti knjižnico v dodelanem tako imenovanem baročnem slogu Gdanska, ki jo je leta 1939 dokončal arhitekt Olev Siinmaa. Namensko zgrajeno predsedniško palačo na terenu (1938) je zasnoval Alar Kotli.
Palača je postala glavna stavba Muzeja umetnosti Estonije leta 1921. Muzej je bil ponovno premeščen na začasne lokacije leta 1929, medtem ko je bila palača preurejena v rezidenco estonskega predsednika. Med nemško okupacijo Estonije med drugo svetovno vojno je bila palača rezidenca civilnega guvernerja okupirane Estonije Karla-Siegmunda Litzmanna. Po letu 1944, med sovjetsko okupacijo Estonije, je palača spet služila kot glavna stavba Muzeja umetnosti Estonije, čeprav so bile stavbe zanemarjene in so bile do obnove neodvisnosti Estonije leta 1991 popolnoma uničene. Obnovitvena dela, ki jih je podprla švedska vlada, so se začela leta 1991, palača pa je bila ponovno odprta leta 2000. Odločeno je bilo tudi, da bo v bližini postavljena nova stavba za odsek muzeja, posvečen estonski umetnosti. Od leta 1993 do leta 2005 je bil del zbirke mogoče obiskati v Estonski viteški hiši v središču Talina.
Obnovljena palača je bila ponovno odprta poleti 2000, vendar ne služi več kot glavna stavba muzeja, temveč kot podružnica, ki prikazuje muzejsko zbirko tuje umetnosti. V tem umetnostnem muzeju so slike med drugimi umetniki, kot so: Bartholomeus van der Helst, Gillis van Valckenborch (Sežiganje Troje), Jacob Jordaens (Sveta družina), Lambert de Hondt starejši, Adriaen Cornelisz Beeldemaker (Lovec na konju), Maria Dorothea Wagner, Julie Wilhelmine Hagen-Schwarz, Bernardo Strozzi, Pietro Liberi, Anton Graff, Angelica Kauffman, Francesco Fontebasso, Cornelis Schut, Mihail Clodt in Ilja Repin (Zgodba o vojakih).

## Galerija
- Zadnja fasada
- Sprednja fasada med sončnim zahodom
- Zadnja fasada
- Iz notranjosti
- Palača pozimi
- Posest
- Posejdonove fontane na vrtu